# Walter Heimann (Musikpädagoge)
Walter Heimann (* 1. April 1940 in Breslau) ist ein deutscher Musikpädagoge und Musikwissenschaftler.

## Leben
Walter Heimann studierte das Fach Musik für das Lehramt an Gymnasien an der Musikhochschule in Freiburg im Breisgau und das Fach Musikwissenschaft an der dortigen Universität, wo er 1970 bei Hans Heinrich Eggebrecht zum Dr. phil. promoviert wurde. Ab 1970 begann er seine Tätigkeit als Musiklehrer am Gymnasium Bendorf  / Rh. und übernahm 1975 eine wissenschaftliche Tätigkeit am Institut für Musikalische Volkskunde Neuss. Von 1980 bis 2005 lehrte er als Professor an der Carl von Ossietzky Universität Oldenburg mit einem Schwerpunkt in Musikgeschichte und einem Forschungsschwerpunkt zur reformpädagogischen Freiheitstradition im Bereich des schulischen Musiklernens.

## Veröffentlichungen (Auswahl)
- Der Generalbaß-Satz und seine Rolle in Bachs Choralsatz (= Freiburger Schriften zur Musikwissenschaft. Band 5). Musikverlag Emil Katzbichler, München 1973, ISBN 3-87397-052-X.
- Musikalische Interaktion. Grundzüge einer analytischen Theorie des elementar-rationalen musikalischen Handelns – dargestellt am Beispiel Lied und Singen. Musikverlage Hans Gerig, Köln 1982, ISBN 3-87252-124-1.
- Musikalische Jugendkultur und Schule – Fritz Jödes „Musikpädagogischer Versuch“ (1919), BIS-Verlag, Oldenburg 2005, ISBN 3-8142-0986-9.
- Freies Musiklernen in der Schule – Die Entstehung des reformpädagogischen Konzepts 1900–1920. Shaker-Verlag, Aachen 2013, ISBN 978-3-8440-1953-7.
- Musiklernen in Tolstois „Freier Pädagogik“ 1859–1863. Starnberg 2020.